# Shin Kobe Oriental City
Le Shin Kobe Oriental City (新神戸オリエンタルシティ) est un gratte-ciel construit à Kōbe au Japon de 1986 à 1988. Sa hauteur est de 158 mètres et c'était fin 2019 le quatrième plus haut immeuble de Kōbe. Il abrite un hôtel.
L'immeuble a été conçu par l'agence d'architecture Takenaka Corporation.